# Tiroteos masivos en Estados Unidos

Número de muertes totales por tiroteos masivos en los EE. UU. desde el año 1980, según Mother Jones.

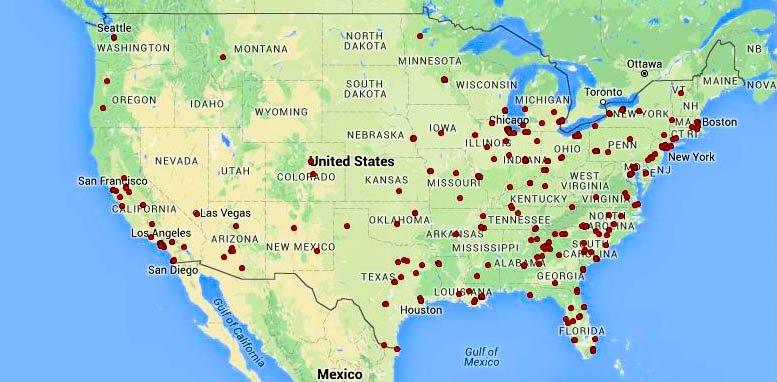
Ubicación de los tiroteos masivos ocurridos en los EE. UU. en el año 1995, según Shooting Tracker.

Los tiroteos masivos en Estados Unidos son incidentes de violencia con armas de fuego, que destacan por presentarse con mayor frecuencia que en cualquier otro país. Bajo la definición de tiroteo masivo como un acto de violencia en el que una persona armada mata a al menos cuatro víctimas — excluyéndose los asesinatos de pandilla, la violencia doméstica, o los actos terroristas promovidos por una organización — un estudio halló que casi un tercio de los tiroteos masivos del mundo ocurridos entre 1966 y 892 tuvieron lugar en los Estados Unidos (90 de 292 incidentes). Utilizando esta misma definición, el Archivo de Violencia con Armas de Fuego registra 152 tiroteos masivos en los Estados Unidos entre 1967 y mayo de 2018, con un promedio de ocho muertes por incidente si se incluyen las muertes de los perpetradores.
La gran mayoría de los perpetradores son hombres que actúan en solitario, y que generalmente mueren luego por suicidio, o son detenidos o asesinados por agentes de policía o por civiles.

## Definición
No hay una definición fija de lo que son los tiroteos masivos en los Estados Unidos. El Acta de Asistencia Investigadora para Crímenes Violentos de 2012, convertida en ley por el Congreso en enero del 2013, define "tiroteo masivo" como el que resulta en al menos 3 víctimas, excluyendo al perpetrador. En 2015, el Servicio de Investigación del Congreso definió el tiroteo masivo como "un incidente de homicidio múltiple en el que cuatro o más víctimas son asesinadas con armas de fuego, en un sólo evento, y en una o más ubicaciones próximas entre sí". Existe una definición más amplia utilizada por el Archivo de Violencia con Armas de Fuego, la cual clasifica como tiroteo masivo a incidentes donde "4 o más personas resultan heridas o  asesinadas por armas de fuego, sin incluir al tirador". Esta definición, en la cual no importa si el hecho resultó en heridas o en muertes, es utilizada a menudo por la prensa y organizaciones sin fines de lucro.

## Frecuencia

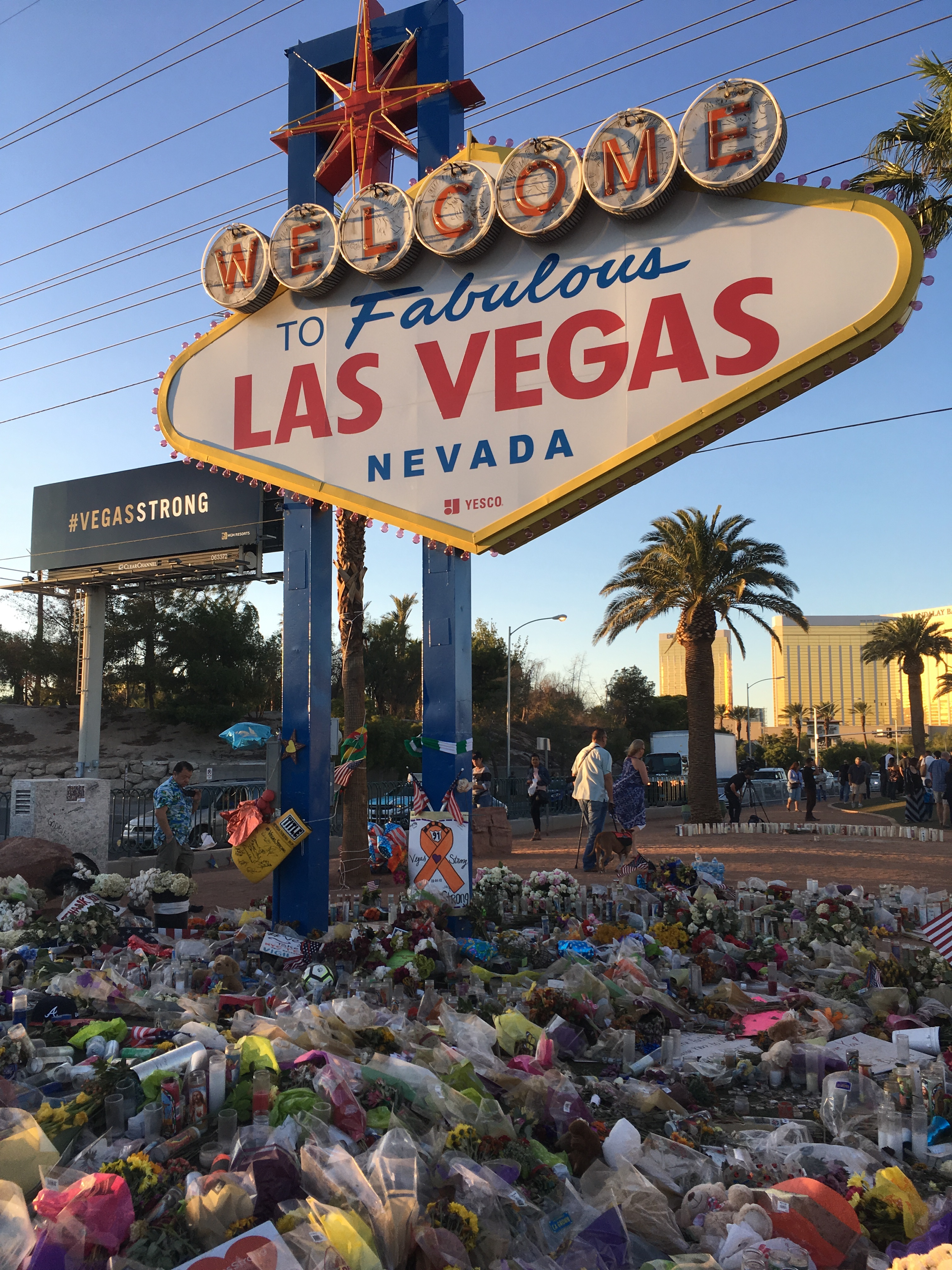
Monumento en el Letrero de Bienvenida a Fabulous Las Vegas luego del Tiroteo del 2017 en Las Vegas, el cual resultó en 59 muertes y 851 heridos.

Los estudios indican que la tasa de tiroteos masivos se ha triplicado desde 2011. Entre 1982 y 2011, ocurrió un tiroteo masivo aproximadamente una vez cada 200 días. Sin embargo, entre 2011 y 2014 esa tasa se aceleró mucho, pasando a al menos un tiroteo masivo cada 64 días en los Estados Unidos.
Desde la década de 2010, el número de tiroteos masivos disminuyó sustancialmente, a pesar de que había habido aproximadamente un 50% de disminución en la cantidad de homicidios por arma de fuego en general en la nación desde 1993. La disminución en los homicidios por arma de fuego ha sido atribuida a una mejor vigilancia policial, a una mejor economía y a factores medioambientales como la eliminación del plomo de la gasolina. Sin embargo, esto no explica el aumento de heridas por arma de fuego o de suicidios, ni explica el aumento de tiroteos masivos.

### Otras fuentes
Un informe exhaustivo realizado por USA Today rastreó todos los asesinatos masivos desde 2006 hasta 2017 en los que el perpetrador asesinó intencionalmente a 4 o más personas. Al considerar asesinatos en masa por armas de fuego, encontró 271 incidentes con un total de 1.358 víctimas. Mother Jones realizó una lista de siete tiroteos masivos definidos como masacres indiscriminadas en lugares públicos con un resultado de cuatro o más víctimas asesinadas, en los EE. UU. en el año 2015. Un análisis llevado a cabo por el grupo de prevención de violencia por armas de fuego de Michael Bloomberg, Everytown for Gun Safety, identificó 110 tiroteos masivos, definidos como tiroteos en los que al menos cuatro personas fueron asesinadas por un arma de fuego, entre enero del 2009 y julio del 2014; al menos el 57% estuvo relacionado con violencia doméstica o intrafamiliar.
Otros medios de comunicación han informado que centenares de tiroteos masivos tienen lugar en los Estados Unidos en un solo año, citando un sitio web de financiación colectiva conocido como el "Rastreador de Tiroteos", que define un tiroteo masivo cuando hay cuatro o más personas heridas o asesinadas. En diciembre del 2015, The Washington Post informó que había habido 355 tiroteos masivos en los Estados Unidos en lo que había transcurrido de ese año. En agosto del 2015, The Washington Post informó que en los Estados Unidos había en promedio un tiroteo masivo por día. Un informe anterior había indicado que considerando sólo 2015, había habido 294 tiroteos masivos en los que fueron asesinadas o heridas 1.464 personas. El Rastreador de Tiroteos y El Rastreador de Tiroteos Masivos, los dos sitios que los medios de comunicación han estado citando, han sido criticados por utilizar criterios más amplios – considerar cuatro víctimas heridas como tiroteo masivo– produciendo por lo tanto cifras mayores.

## Factores contribuyentes
Varios posibles factores pueden trabajar juntos en crear un entorno fértil para el asesinato en masa en los Estados Unidos. Los sugeridos más comúnmente incluyen:
1. La mayor accesibilidad y propiedad de armas. Los EE. UU. tienen la mayor posesión de armas per cápita del mundo con 120,5 armas de fuego por cada 100 personas; el segundo más alto es Yemen con 52,8 armas de fuego por cada 100 personas.
2. Enfermedad mental y su tratamiento (o la falta del mismo) con fármacos psiquiátricos. Esto es polémico. Muchos de los tiradores en masa de los EE. UU. sufrían de enfermedad mental, pero el número estimado de casos de enfermedad mental no ha aumentado tan significativamente como el número de tiroteos de masa.
3. El deseo de buscar venganza por una larga historia de intimidación escolar.[34]
4. Deseo de fama y notoriedad.
5. El fenómeno de imitación.
6. Fracaso del gobierno al realizar la verificación de antecedentes debido a bases de datos incompletas y/o a escasez de personal.[35][36]
7. La extendida brecha que existe entre las expectativas que las personas tienen para ellas mismas y sus logros reales en la moderna sociedad consumista, y la cultura individualista promovida por ella.[37]

## Armas utilizadas
Varios tipos de armas han sido utilizadas en tiroteos masivos en los Estados Unidos, incluyendo fusiles, carabinas, revólveres, y escopetas. Un estudio del 2014 sobre 142 tiroteos realizado por el doctor James Fox encontró que 88 (62%) fueron cometidos con armas cortas de todo tipo, 68 (48%) con pistolas semiautomáticas, 20 (14%) con revólveres, 35 (25%) con fusiles semiautomáticos estilo militar, y 19 (13%) con escopetas. El estudio estuvo conducido utilizando la base de datos de Mother Jones de tiroteos masivos ocurridos en el período 1982-2018. En aproximadamente la mitad de los tiroteos masivos se utilizaron cargadores de alta capacidad. En seis de los diez tiroteos masivos más mortales se utilizaron fusiles semiautomáticos como el Colt AR-15 o similares.

## Tiroteos más mortales
Los siguientes tiroteos masivos son los más mortíferos ocurridos en la historia moderna de los EE. UU. (desde el año 1949 al presente). Sólo se incluyen los incidentes con diez o más muertes.
|    | Incidente                                                     | Año  | Muertos            | Heridos                      | Tipo de arma(s) de fuego utilizada(s)                     | Refs                 |
| -- | ------------------------------------------------------------- | ---- | ------------------ | ---------------------------- | --------------------------------------------------------- | -------------------- |
| 1  | Tiroteo de Las Vegas                                          | 2017 | 58 (+ el perp.)    | 851 (422 por armas de fuego) | Fusiles semiautomáticos y pistolas semiautomáticas        | [ 46 ] [ 47 ]        |
| 2  | Masacre de la discoteca Pulse de Orlando                      | 2016 | 49 (+ el perp.)    | 53                           | Fusil semiautomático y pistola                            |                      |
| 3  | Masacre de Virginia Tech                                      | 2007 | 32 (+ el perp.)    | 23                           | Pistola semiautomática                                    |                      |
| 4  | Tiroteo de la Escuela Primaria Sandy Hook                     | 2012 | 27 (+ el perp.)    | 2                            | Fusil semiautomático y pistola                            |                      |
| 5  | Tiroteo en la iglesia de Sutherland Springs                   | 2017 | 26 (+ el perp.)(.) | 20                           | Fusil semiautomático                                      | [ 48 ]               |
| 6  | Tiroteo de Luby                                               | 1991 | 23 (+ el perp.)    | 27                           | Pistolas semiautomáticas                                  |                      |
| 7  | Tiroteo de El Paso                                            | 2019 | 23                 | 23                           | Fusil automático                                          | [ 49 ]               |
| 8  | Masacre del McDonald's de San Ysidro                          | 1984 | 21 (+ el perp.)    | 19                           | Fusil semiautomático, pistola, y escopeta                 |                      |
| 8  | Masacre de la Escuela Primaria Robb de Uvalde                 | 2022 | 21 (+ el perp.)    | 14                           | Pistola y rifle                                           |                      |
| 10 | Tiroteo en la escuela secundaria Stoneman Douglas de Parkland | 2018 | 17                 | 17                           | Fusil semiautomático                                      | [ 50 ]               |
| 11 | Tiroteo desde la torre de la Universidad de Texas             | 1966 | 16 (+ el perp.)(.) | 31                           | Fusil, revólver, pistola y escopeta                       |                      |
| 12 | Masacre de San Bernardino                                     | 2015 | 14 (+ dos perps.)  | 24                           | Fusiles semiautomáticos                                   |                      |
| 12 | Tiroteo de la oficina de correos de Edmond                    | 1986 | 14 (+ el perp.)    | 6                            | Pistolas semiautomáticas                                  |                      |
| 12 | Masacre de Fort Hood                                          | 2009 | 14                 | 32 (+ el perp.)              | Pistola semiautomática y revólver                         | [ 51 ] [ 52 ]        |
| 15 | Masacre de la Escuela Secundaria de Columbine                 | 1999 | 13 (+ dos perps.)  | 24                           | Escopetas, fusil semiautomático, pistolas semiautomáticas | [ 53 ]               |
| 15 | Masacre de Binghamton                                         | 2009 | 13 (+ el perp.)    | 4                            | Pistolas semiautomáticas                                  | [ 54 ]               |
| 15 | Tiroteo de Camden                                             | 1949 | 13                 | 3                            | Pistola semiautomática                                    | [ 55 ] [ 56 ]        |
| 15 | Tiroteo de Wilkes-Barre                                       | 1982 | 13                 | 1                            | Fusil semiautomático                                      | [ 57 ] [ 58 ] [ 59 ] |
| 15 | Masacre de Wah Mee                                            | 1983 | 13                 | 1                            | Varios tipos de armas de fuego                            | [ 60 ]               |
| 20 | Tiroteo de Thousand Oaks                                      | 2018 | 12 (+ el perp.)    | 25                           | Pistola semiautomática                                    |                      |
| 20 | Tiroteo en el Washington Navy Yard                            | 2013 | 12 (+ el perp.)    | 8                            | Pistola semiautomática y escopeta                         | [ 61 ] [ 62 ]        |
| 20 | Tiroteo de Virginia Beach                                     | 2019 | 12 (+ el perp.)    | 5                            | Pistola semiautomática                                    |                      |
| 20 | Masacre de Aurora                                             | 2012 | 12                 | 70                           | Fusil semiautomático, pistola, escopeta                   | [ 63 ] [ 64 ]        |
| 24 | Tiroteo en la sinagoga de Pittsburgh                          | 2018 | 11                 | 6 (+ el perp.)               | Fusil semiautomático, pistolas semiautomáticas            | [ 65 ]               |
| 24 | Masacre de Sunday Easter                                      | 1975 | 11                 | 0                            | Pistolas semiautomáticas y revólver                       | [ 66 ]               |
| 24 | Tiroteo de Monterey Park                                      | 2023 | 11 (+ el perp.)    | 10                           | Rifle semiautomático                                      | [ 67 ]               |
| 26 | Masacre de Alabama                                            | 2009 | 10 (+ el perp.)    | 6                            | Fusiles semiautomáticos, revólver, y escopeta             | [ 68 ] [ 69 ]        |
| 26 | Tiroteo en la escuela secundaria de Santa Fe                  | 2018 | 10                 | 14                           | Escopeta y revólver                                       | [ 70 ]               |
| 26 | Masacre del Domingo de Ramos                                  | 1984 | 10                 | 0                            | Pistolas semiautomáticas                                  | [ 71 ]               |
| 26 | Tiroteo de Boulder                                            | 2021 | 10                 | 0                            | Rifle semiautomático                                      | [ 72 ]               |
| 26 | Tiroteo de Búfalo                                             | 2022 | 10                 | 3                            | Rifle semiautomático                                      | [ 73 ]               |

 Era anteriormente el tiroteo masivo más mortífero.